# Ванкэмп, Эмили
Э́мили Айри́н Ванкэ́мп (англ. Emily Irene VanCamp; родилась 12 мая 1986) — Канадская актриса и бывшая танцовщица. Наибольшую известность ей принесли роли Эми Эбботт в сериале «Любовь вдовца» (2002—2006), Ребекки Харпер в сериале «Братья и сёстры» (2006—2010) и Аманды Кларк в сериале «Месть» (2011—2015).

## Биография
Эмили Ванкэмп родилась в канадском городе Порт Перри 12 мая 1986 года. У актрисы 3 сестры: Молли, Кэти и Элисон. Она свободно говорит на французском языке. С раннего детства девочка любила танцевать, а когда Эмили исполнилось двенадцать лет, она получила предложение поступить в Высшую школу балета, расположенную в городе Квебеке. После этого она переехала в Монреаль.
Появилась в фильме «Двойной агент». Также снялась в короткометражном фильме «Кольцо», который является своеобразным мостом между «Звонком» и «Звонком 2», причем снялась Эмили в эпизоде второй части. В 2006 году снялась в фильме «Чёрный ирландец». Самой известной её работой является роль Эми Эбботт в сериале «Любовь вдовца».
В 2007 году Ванкэмп присоединилась во 2 сезоне к актёрскому составу сериала «Братья и сёстры» канала ABC как результат сотрудничества с исполнительным продюсером Грегом Берлати (партнёр по сериалу «Любовь вдовца»). Персонажем Эмили стала Ребекка Харпер, дочь покойного Уилльяма Вэлкера (Том Скерритт) и его любовницы  Холли Харпер (Патриша Уэттиг).  В 2010 году она покинула проект. В 2009 году актриса снялась в триллере «Носители». В начале 2011 года Ванкэмп получила роль Эмили Торн в прайм-тайм мыльной опере «Месть», в которой снималась до мая 2015 года.
В 2014 году Ванкэмп исполнила роль агента 13 Шэрон Картер в фильме «Первый мститель: Другая война», а в 2016 году вернулась к роли агента Картер в фильме «Первый мститель: Противостояние».

## Личная жизнь
В 2011 году Ванкэмп начала встречаться с актёром Джошуа Боуманом, партнёром по сериалу «Месть». Они обручились в мае 2017 года и поженились в декабре 2018 года. В августе 2021 года у супругов родилась дочь, которую назвали Айрис.

## Фильмография
| Год       | Название                            | Оригинальное название             | Роль                      | Примечания  |
| --------- | ----------------------------------- | --------------------------------- | ------------------------- | ----------- |
| 2000      | Первая леди                         | Jackie Bouvier Kennedy Onassis    | 13-летняя Жаклин Кеннеди  |             |
| 2000      | Боишься ли ты темноты?              | Are You Afraid of the Dark?       | Пегги                     | 1 эпизод    |
| 2000      | Radio Active                        | Radio Active                      | Бекки Сью Драммонд        | 1 эпизод    |
| 2001      | Все души                            | All Souls                         | Kirstin Caine             | 1 эпизод    |
| 2001      | Dice                                | Dice                              | Джоанна Уилсон            | мини-сериал |
| 2002      | Город демонов                       | Glory Days                        | Сэм Долан                 | 9 эпизодов  |
| 2002—2006 | Любовь вдовца                       | Everwood                          | Эми Абботт                | 89 эпизодов |
| 2007      | Закон и порядок: Специальный корпус | Law & Order: Special Victims Unit | Шарлотт Трюэкс            | 1 эпизод    |
| 2007—2010 | Братья и сёстры                     | Brothers & Sisters                | Ребекка Харпер            | 75 эпизодов |
| 2010      | Бен Гур                             | Ben Hur                           | Эстер                     | мини-сериал |
| 2011      | За школьной доской                  | Beyond the Blackboard             | Стэйси Бесс               | телефильм   |
| 2011—2015 | Месть                               | Revenge                           | Эмили Торн / Aманда Кларк |             |
| 2018—2022 | Ординатор                           | The Resident                      | Николетт «Ник»            |             |
| 2021      | Сокол и Зимний солдат               | The Falcon and the Winter Soldier | Шэрон Картер / Агент 13   | 6 эпизодов  |

| Год  | Название                        | Оригинальное название               | Роль                    | Примечания          |
| ---- | ------------------------------- | ----------------------------------- | ----------------------- | ------------------- |
| 2001 | Вас не догонят                  | Lost and Delirious                  | Элиссон Моллер          |                     |
| 2002 | Спаситель                       | Redeemer                            | Aлана                   |                     |
| 2002 | Дом на Турецкой улице           | No Good Deed                        | Connie                  | не указана в титрах |
| 2004 | Двойной агент                   | A Different Loyalty                 | Джен Тайлер             |                     |
| 2005 | Звонок 2                        | The Ring Two                        | Эмили                   |                     |
| 2007 | Чёрный ирландец                 | Black Irish                         | Кэтлин МаКей            |                     |
| 2009 | Носители                        | Carriers                            | Kэйт                    |                     |
| 2010 | Норман                          | Norman                              | Эмили Харрис            |                     |
| 2014 | Первый мститель: Другая война   | Captain America: The Winter Soldier | Шэрон Картер / Агент 13 |                     |
| 2015 | Девушка в книге                 | The Girl in the Book                | Элис Харви              |                     |
| 2016 | Первый мститель: Противостояние | Captain America: Civil War          | Шэрон Картер / Агент 13 |                     |
| 2023 | Дьявол в деталях. Дело Миранды  | Miranda's Victim                    | Анн Вейр                |                     |

## Награды и номинации
| Год  | Награда                       | Категория                                                                    | Фильм         | Результат |
| ---- | ----------------------------- | ---------------------------------------------------------------------------- | ------------- | --------- |
| 2003 | Teen Choice Awards            | Лучшая актриса драматического/приключенческого сериала                       | Любовь вдовца | Номинация |
| 2004 | Teen Choice Awards            | Лучшая актриса драматического/приключенческого сериала                       | Любовь вдовца | Номинация |
| 2004 | Молодой актёр                 | Best Performance in a TV Series (Comedy or Drama) – Supporting Young Actress | Любовь вдовца | Номинация |
| 2005 | Teen Choice Awards            | Лучшая актриса драматического сериала                                        | Любовь вдовца | Номинация |
| 2005 | Teen Choice Awards            | Choice TV Chemistry                                                          | Любовь вдовца | Номинация |
| 2010 | Breckenridge Festival of Film | Лучший актёрский состав                                                      | Norman        | Победа    |
| 2010 | San Diego Film Festival       | Лучшая актриса                                                               | Norman        | Победа    |
| 2012 | NewNowNext Awards             | Следующая мега звезда                                                        | Месть         | Номинация |
| 2012 | Teen Choice Awards            | Лучшая актриса драматического сериала                                        | Месть         | Номинация |
| 2013 | Teen Choice Awards            | Лучшая актриса драматического сериала                                        | Месть         | Номинация |
| 2015 | People's Choice Awards        | Любимая драматическая актриса ТВ                                             | Месть         | Номинация |